# Martina Carraro
Martina Carraro (Gènova, 21 de juny de 1993) és una nedadora italiana, especialitzada en la modalitat de braça.
Membre del Gruppo Sportivo Fiamme Azzurre, en categories inferiors va aconseguir diferents èxits a nivell europeu i mundial. Va debutar internacional amb setze anys, participant des de llavors en diferents tornejos internacionals. Especialista en 50 i 100 m braça, ha aconseguit una medalla de bronze al Campionats del Món de 2019 (100 m braça) i dues d'argent (4x100 m lliure i 4x100 m estils) al Campionats d'Europa de 2016. Als Campionats del Món de piscina curta ha aconseguit una medalla d'argent (4x50 estils, 2016) i dues de bronze (50 m i 4x100 m estils, 2018) mentre que als Europeus de piscina destaca la seva medalla d'or en 100 m braça el 2019. També ha participat als Jocs Mediterranis de Tarragona 2017, guanyant la medalla d'argent en 50 m braça i als Jocs Olímpics de Rio 2016, finalitzant en la 20a posició en 100 m braça.

## Palmarès
Campionats del Món
- 1 medalla de bronze en 100 m braça: 2019

Campionats del Món de piscina curta
- 1 medalla d'argent en 4x50 m estils: 2016
- 1 medalla de bronze en 50 m braça: 2018
- 1 medalla de bronze en 4x100 m lliures: 2018

Campionats d'Europa
- 1 medalla d'argent en 4x100 m lliures: 2016
- 1 medalla d'argent en 4x100 m estils: 2016

Campionats d'Europa de piscina curta
- 1 medalla d'or en 100 m braça: 2019
- 1 medalla d'argent en 50 m braça: 2019
- 1 medalla de bronze en 200 m braça: 2015
- 1 medalla de bronze en 4x50 m estils: 2019